# Chiến dịch quân sự đặc biệt

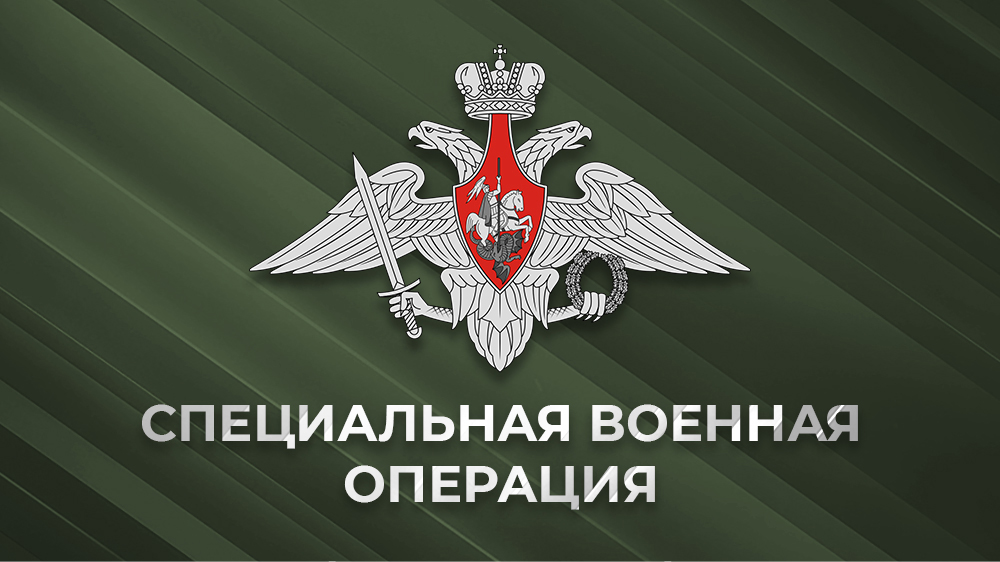
Biểu ngữ của Bộ Quốc phòng Nga với dòng chữ "Chiến dịch quân sự đặc biệt" (bằng tiếng Nga)

Chiến dịch quân sự đặc biệt (tiếng Anh: Special military operation/SMO; tiếng Nga: Специа́льная вое́нная опера́ция/Spetsialnaya voennaya operatsiya/SVO) là thuật ngữ chính thức được Chính phủ Nga và các nguồn thân Nga để biểu thị về sự kiện Nga phát động tấn công toàn diện Ukraina. Cụm từ này xuất hiện trong bài phát biểu của Tổng thống Putin "về việc tiến hành một chiến dịch quân sự đặc biệt" (О проведении специальной военной операции/Provedenii spetsialʹnoy voyennoy operatsi) được phát sóng vào lúc 05h30 sáng (giờ địa phương) ngày 24 tháng 2 năm 2022. Lập luận của Nga về hai mục đích công khai của “chiến dịch quân sự đặc biệt” mà Nga khai chiến là “phi quân sự hóa” và “phi phát xít hóa” Ukraina. Thuật ngữ "Chiến dịch quân sự đặc biệt" được nhiều truyền thông phương Tây xem như là một uyển ngữ được tạo ra để nhằm nói giảm, nói tránh, tạo sự mơ hồ và đánh tráo khái niệm bản chất thực sự của cuộc chiến toàn diện do Nga phát động. Vào ngày 22 tháng 3 năm 2024, phát ngôn viên Điện Kremlin Dmitry Peskov cho biết vì sự tham gia của phương Tây ở Ukraina khiến Chiến dịch quân sự đặc biệt của Nga tại Ukraina đã trở thành một cuộc "chiến tranh".

## Sử dụng
Trong hoạt động tuyên giáo ở Nga, thuật ngữ thì cụm từ "chiến dịch quân sự đặc biệt" hay "hoạt động quân sự đặc biệt" là cách chỉ định chính thức cho việc chống lại hành vi gây hấn của Ukraina và được sử dụng để thay thế định nghĩa về "chiến tranh", điều mà chính quyền Nga và truyền thông nhà nước đã cẩn thận tránh không dùng tới. Thực tế thì trong suốt giai đoạn năm 2022 -2023 cả Nga và Ukraina đều không chính thức tuyên chiến với nhau. Vào ngày 24 tháng 2 năm 2022, sau 6 giờ sau khi bắt đầu cuộc tấn công của quân đội Nga vào Ukraina, chính phủ Nga đã thắt chặt kiểm duyệt bằng cách chính thức yêu cầu giới truyền thông chỉ sử dụng tài liệu do các nguồn của chính phủ Nga cung cấp. Sau đó, dưới áp lực của chính quyền, nhiều tổ chức đã rời bỏ khỏi Nga hoặc đóng cửa. Chính quyền Nga đã chặn quyền truy cập vào một số nền tảng, ứng dụng trên Internet từ chối tuân thủ các yêu cầu.
Hãng thông tấn Sputnik mở chuyên trang về diễn biến tình hình xung đột tại Ukraina, trong đó đưa tin chủ đề với nội dung: "Sau khi Kiev tăng cường tấn công DNR và LNR, theo yêu cầu của các nước cộng hòa này, Nga đã công nhận nền độc lập của họ. Lực lượng an ninh Ukraina tiếp tục tấn công Donbass. Ngày 24 tháng 2, Tổng thống Nga Vladimir Putin thông báo rằng ông đã quyết định về một chiến dịch quân sự đặc biệt". Theo một số nhà quan sát, chẳng hạn như nhà báo Nga Ksenia Turkova (Туркова, Ксения Дмитриевна) thì mục đích của thuật ngữ này chủ yếu là tạo ra nhận thức rằng chiến tranh lành tính hơn thực tế, bằng cách làm dịu đi quan điểm trong các báo cáo chính thức và trên các phương tiện truyền thông. Nhà nhân chủng học xã hội Nga Aleksandra Arkhipova (Архипова, Александра Сергеевна) lưu ý rằng kể từ  thời điểm sau tháng 9 năm 2022, chữ viết tắt "SVO" được sử dụng phổ biến hơn thay vì "hoạt động đặc biệt".
Theo Aleksandra Arkhipova lý giải điều này là do tên gọi quá dài gây bất tiện trong cách diễn đạt và việc che giấu bản chất thật của thuật ngữ trong cách viết tắt này. Nói đúng ra, Hoạt động đặc biệt/Special operation (theo định nghĩa của các tổ chức như NATO) là thuật ngữ quân sự dành cho một nhiệm vụ yêu cầu các đơn vị được huấn luyện đặc biệt cho một hoạt động chuyên biệt và nhiệm vụ cụ thể. Tuy nhiên, ý nghĩa của cụm từ "Chiến dịch quân sự đặc biệt" của Nga ở Ukraina lại khác. Sự mơ hồ này được sử dụng để che giấu và bóp méo ý nghĩa thực sự của những gì "SVO" yêu cầu Ông Konstantin Gorobets, phó giáo sư tại Đại học Groningen, lập luận rằng, không giống như thuật ngữ "chiến tranh" thì thuật ngữ "chiến dịch quân sự đặc biệt" đã định vị Ukraina là một thuộc địa của Nga, phủ nhận vị thế bình đẳng của Ukraina với tư cách là một quốc gia có chủ quyền. Gorobets nói rằng hàm ý của thuật ngữ này là chủ nghĩa đế quốc bởi vì nó cho rằng Nga đang sử dụng vũ lực trong lãnh thổ của mình, trong đó Ukraina theo quan điểm của họ chỉ là một phần của Nga.
Sau hơn 1.000 ngày, Chiến dịch quân sự đặc biệt của Nga chưa đạt được mục tiêu ban đầu và đã bị biến tướng thành cuộc chiến tranh giữa Nga và NATO, theo người phát ngôn Điện Kremlin Dmitry Peskov. Do đó, học thuyết hạt nhân mới của Nga đã được Tổng thống Vladimir Putin sửa đổi vào ngày 19 tháng 11 năm 2024 để Nga có thể đáp trả ngay cả một cuộc tấn công thông thường được hỗ trợ bởi sức mạnh hạt nhân. Lần đầu tiên, tên lửa siêu thanh tầm trung với đầu đạn thông thường trong chiến đấu đã được Nga sử dụng trên chiến trường Chiến dịch quân sự đặc biệt vào ngày 22 tháng 11 năm 2024. Chiến dịch quân sự đặc biệt này đã đem đến sự sa lầy của Nga, bị tiêu hao và bị bào mòn sinh lực, nguyên khí đất nước và tổn thất nặng về lực lượng chiến đấu, trang thiết bị. Bộ Tổng tham mưu Các lực lượng vũ trang Ukraine vào ngày 17 tháng 5 năm 2025 đã công bố số liệu về những tổn thất của Nga từ khi xung đột giữa hai nước bùng phát vào tháng 2 năm 2022 khi Nga tuyên bố chiến dịch quân sự đặc biệt. Cụ thể, quân đội Ukraina đã khiến lực lượng Nga mất gần 972.600 binh sĩ (chết gần 98 vạn quân) kể từ đầu xung đột. Quân đội Nga đã thiệt hại mất 10.831 xe tăng (mất hơn một vạn chiếc xe tăng), bị phá hủy 22.553 xe chiến đấu bọc thép (mất hơn hai vạn xe bọc thép), mất 48.809 xe tải và phương tiện cơ giới (mất gần năm vạn xe), bị phá hủy 27.942 hệ thống pháo các loại (thiệt hai gần ba vạn khẩu pháo), bị phá hủy 1.167 hệ thống phòng không, mất 372 tiêm kích và 336 trực thăng, mất 28 tàu chiến và một tàu ngầm.